# Sauter (pianos)

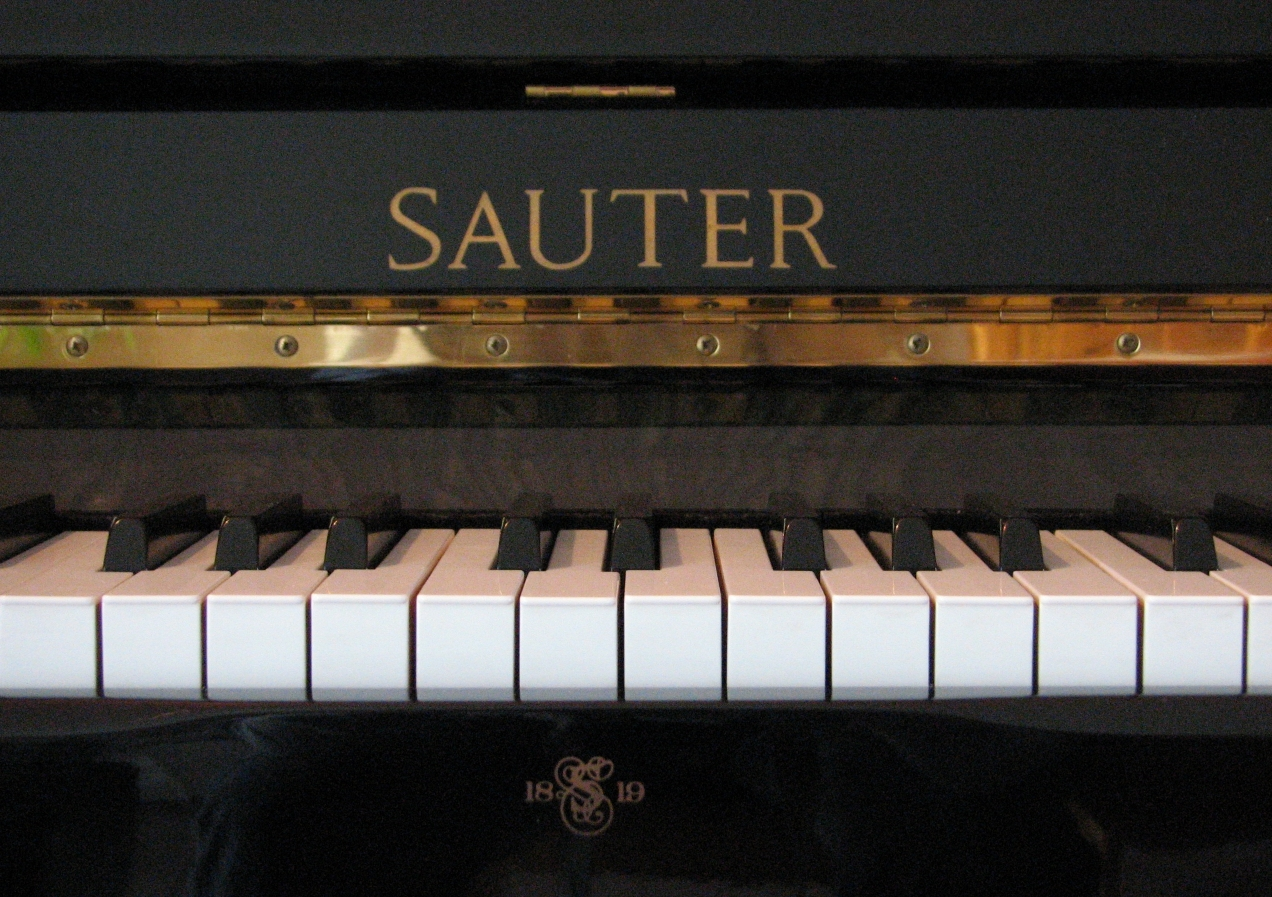
Piano Sauter

Sauter (raison sociale complète : Carl Sauter Pianofortemanufaktur GmbH & Co KG) est un facteur allemand de pianos créé en 1819 par Johann Grimm à Spaichingen (Wurtemberg), en Allemagne.
Natif de Spaichingen, le jeune compagnon menuisier Johann Grimm se rend en 1813 à Vienne pour y étudier la facture de piano auprès de son compatriote souabe Andreas Streicher, ami de Friedrich Schiller et familier de Beethoven.
De retour dans son pays six ans plus tard, il se lance dans la construction de pianos carrés. Son neveu Carl Sauter reprend l'atelier en 1846 et le mène à la dimension d'une manufacture. La firme porte depuis lors son nom.
Sauter est devenu un facteur internationalement réputé de pianos droits de qualité, a commencé à produire des pianos à queue à partir de 1952, et même depuis 2000 de grands pianos de concert.
Près de deux siècles après sa création, l'entreprise, « dont le nom ne saurait être confondu avec celui d'une enseigne d'électro-ménager ! » reste sise dans la petite ville de Spaichingen.